# Creed of Iron
Creed of Iron – piąty album studyjny polskiej grupy muzycznej Graveland. Wydawnictwo ukazało się w 2000 roku nakładem wytwórni muzycznej No Colours Records. Nagrania zostały zarejestrowane latem 2000 roku w Eastclan Forge Studio oraz DSP Studio. W 2001 roku nakładem Nawia Productions ukazała się polskojęzyczna edycja albumu pt. Prawo stali.

## Lista utworów
Opracowano na podstawie materiału źródłowego.
1. „Blood and Ash” (sł. Rob Darken. muz. Rob Darken) – 02:34
2. „Tyrants of Cruelty” (sł. Rob Darken. muz. Rob Darken) – 10:19
3. „No Mercy in My Heart” (sł. Rob Darken. muz. Rob Darken) – 09:29
4. „Ancient Blood” (sł. Rob Darken. muz. Rob Darken) – 11:19
5. „White Beasts of Wotan” (sł. Rob Darken. muz. Rob Darken) – 10:44

## Wydania
| Rok  | Tytuł                       | Nr katalogowy | Format                    | Wytwórnia           | Region  | Źródło |
| ---- | --------------------------- | ------------- | ------------------------- | ------------------- | ------- | ------ |
| 2000 | Creed of Iron               | NC 040        | CD, Album, Jew            | No Colours Records  | Niemcy  | [ 3 ]  |
| 2000 | Creed of Iron               | NC 040        | CD, Album, Ltd, Dig       | No Colours Records  | Niemcy  | [ 3 ]  |
| 2000 | Creed of Iron               | NC 040        | LP, Album, Ltd            | No Colours Records  | Niemcy  | [ 3 ]  |
| 2001 | Prawo Stali                 | NP-015        | CD, Album                 | Nawia Productions   | Polska  | [ 3 ]  |
| 2001 | Prawo Stali                 | NP-015        | Cass, Album               | Nawia Productions   | Polska  | [ 3 ]  |
| 2007 | Creed of Iron               | SUNSET XXV    | Cass, Album, S/Sided, Ltd | Night Birds Records | Ukraina | [ 3 ]  |
| 2009 | Creed of Iron / Prawo stali | NC 040        | 2xCD, Album, Ltd, RM      | No Colours Records  | Niemcy  | [ 3 ]  |
| 2009 | Creed of Iron               | NC 040        | CD, Album, RM, Ltd, A5    | No Colours Records  | Niemcy  | [ 3 ]  |